# Irkab-Damu
Irkab-Damu, qui a régné vers 2340 av. J.-C., est le roi (malikum) du premier royaume éblaïte, dont l'époque avait vu Ebla devenir le pouvoir dominant du Levant,.
Pendant son règne, le vizir commence à jouer un rôle important dans la gestion des affaires de l'État et l'armée. Le règne d'Irkab-Damu est également connu pour l'établissement de relations diplomatiques entre Ebla et les royaumes environnants,,.

## Règne

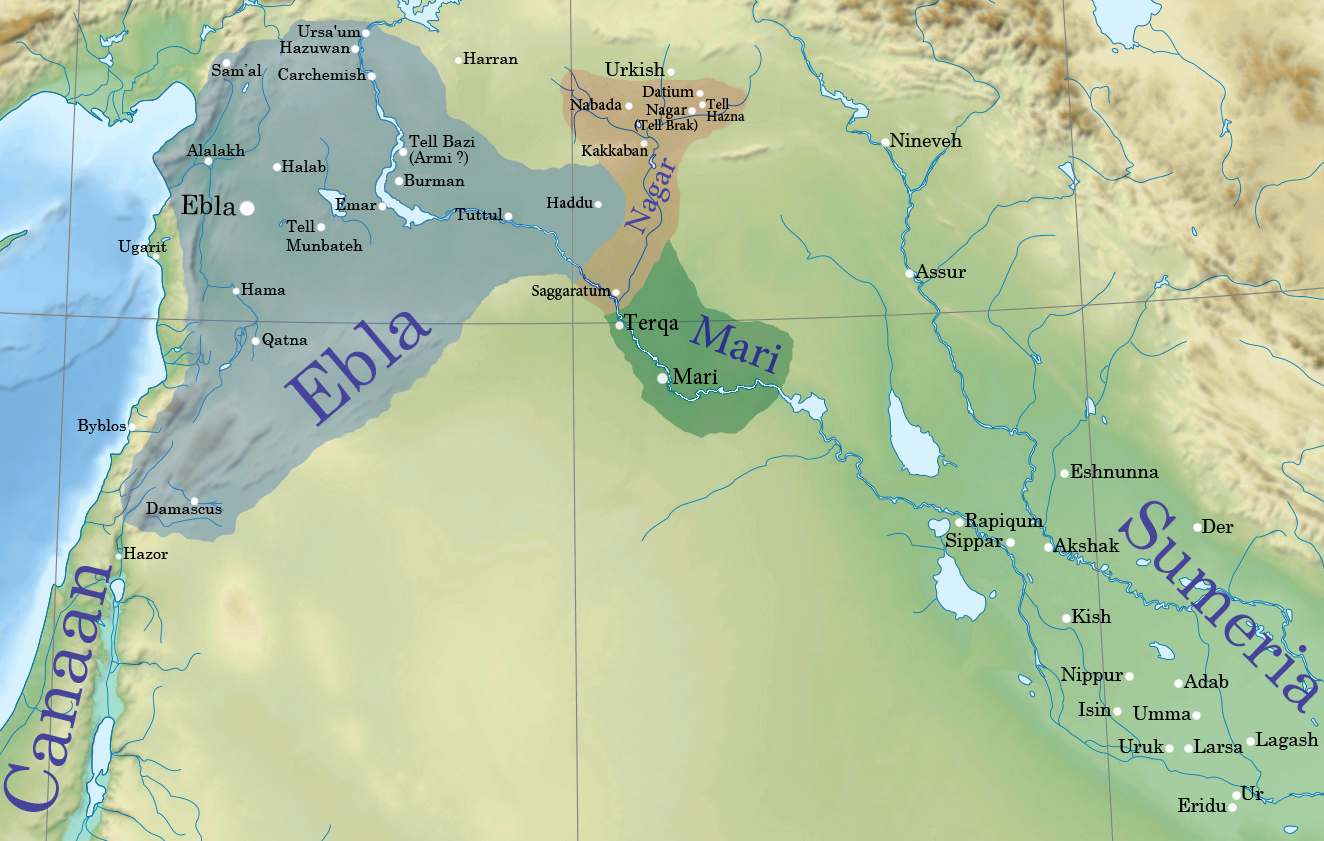
Ebla à la fin du règne d'Irkab-Damu.

Irkab-Damu succède au roi Igrish-Halam, dont le règne fut caractérisé par la faiblesse des Éblaïtes et par le règlement d'un tribut au royaume de Mari avec lequel Ebla a mené une longue guerre. Irkab-Damu commence son règne en concluant le traité entre Ebla et Abarsal, un traité de paix et de commerce avec Abarsal (probablement situé le long de l'Euphrate à l'est d'Ebla) un des premiers traités enregistrés de l'histoire. Ebla a payé un tribut à Mari lors des premières années sur le trône d'Irkab-Damu. Une lettre du roi de Mari Enna-Dagan a été découverte à Ebla; Enna-Dagan y réaffirme l'autorité de Mari en listant les victoires remportées par ses prédécesseurs contre Ebla et ses alliés. Il augmente progressivement la puissance d'Ebla qui finit par s'affranchir de Mari.

## Voir également
- Villes du Proche-Orient ancien
- Guerre Eblaite-Mariote